# Florida State Road 17
Die Florida State Road 17 (kurz FL 17) ist eine State Route im US-Bundesstaat Florida, die in Süd-Nord-Richtung verläuft. Sie beginnt in Sebring im Highlands County und endet in Haines City im Polk County.

## Streckenverlauf

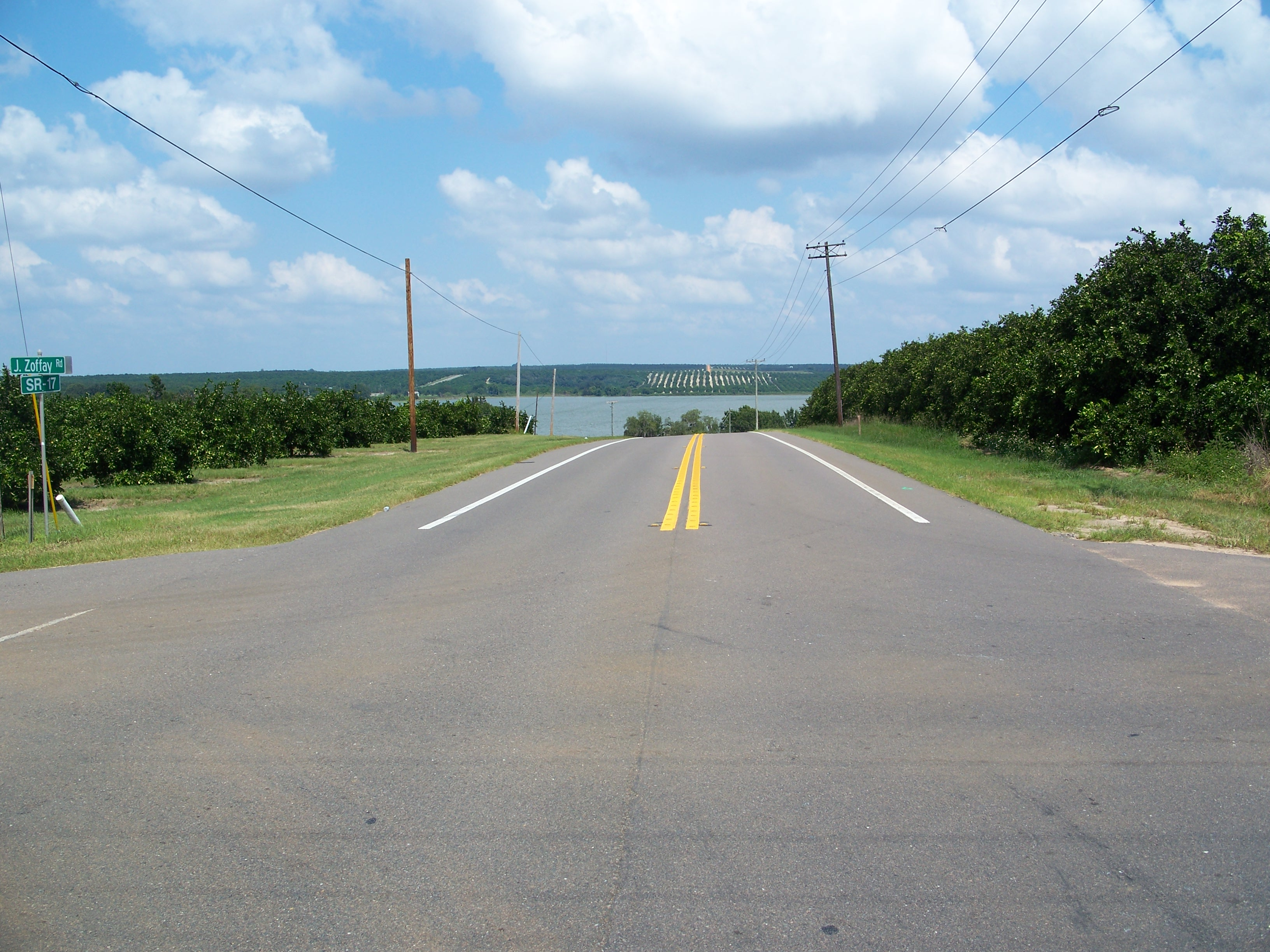
Die FL 17 vor dem Lake Moody zwischen Frostproof und Hillcrest Heights

Die State Road beginnt an der State Road 700 bzw. an den U.S. Highways 27 und 98 in Sebring im Highlands County. Zusammen mit diesen Straßennummern führt sie nach Avon Park auf einer gemeinsamen Trasse, bevor sie wenige Kilometer nördlich abzweigt und über Lake Wales nach Haines City im Polk County führt. Dort trifft sie auf die State Road 600 sowie die U.S. Highways 17 und 92 und endet.